# 水溜りボンドの青春動画荘
『水溜りボンドの青春動画荘』（みずたまりボンドのせいしゅんどうがそう）は、2021年4月16日から7月2日までABEMAで配信されたバラエティ番組である。

## 内容
男女8人の若手クリエイターが共同生活を送りながら、相方探しを行い、「次世代のスター」となりえるコンビを見つけていくという内容の番組。
YouTuberコンビの水溜りボンドがMCを務めている。
構成やサムネイル、動画尺、ジャンルの選び方などを水溜りボンドが講評、アドバイスを送りながら「次世代のスター」を目指す、ABEMAの番組としては初めてとなるYouTuber育成ドキュメントプログラムとなっている。
YouTuberの育成番組を制作という話は以前からあったが、YouTuber自体がドキュメンタリー性を持つものであり、それをさらにドキュメンタリーにするという構成、演出が難しく、加えて華やかに見えても編集作業など実際には裏方作業が重要で、水溜りボンド・カンタは動画編集が浸透してきた「今だからできる番組」と述べている。

## 配信リスト
| 放送日        | タイトル                                       |
| ------------- | ---------------------------------------------- |
| 2021年4月16日 | 第1話『夢つかみたい！相方探す男女8人共同生活』 |
| 2021年4月23日 | 第2話『相方に必要なものって何？』              |
| 2021年4月30日 | 第3話『助けて、あなたが必要なんだ              |
| 2021年5月7日  | 第4話『見て欲しい、でも怖い』                  |
| 2021年5月14日 | 第5話『仲間からライバルへ…』                   |
| 2021年5月21日 | 第6話『男女9人、1つ屋根の下、夢の行き先』      |
| 2021年5月28日 | 第7話『怒りと不安と緊急事態と涙とありがとう』  |
| 2021年6月4日  | 第8話『私の最高の相方になってください』        |
| 2021年6月11日 | 第9話『脱落?継続?メンバーの行方』              |
| 2021年6月19日 | 第10話『緊急入院&脱退“消えた相方”』            |
| 2021年6月25日 | 第11話『ゆれる。』                             |
| 2021年7月2日  | 第12話『決める。』                             |

## 出演者

### MC
- 水溜りボンド（カンタ・トミー）

### クリエイターズルーム参加者
- あおいちひろ
- 内山さん
- 小澤ゆうた
- 仮面マン君
- しんたろー
- なつみかん
- 橋本萌花
- 山口厚子
- ひゅうが（新メンバーとして5話から登場）

### ゲスト
- はじめしゃちょー
- アバンティーズ
- 北の打ち師達

## コラボ
- 2021年5月2日 レギュラー番組『7.2 新しい別の窓』[5]

## スタッフ
- 演出：小田葉月
- 構成：渡邉賢史、長澤のぶとし
- EED：古岸尚真
- MA：多勢捺映（ヌーベルアージュ）
- 音効：安原勇人・秋庭加菜子（grasp）
- 撮影：庄司周平（DEEP）【毎週】、杉山幸司・久場政周（DEEP）【週替り】
- 音声：吉田匠（DEEP）【毎週】、太田裕久、酒井亜耶【週替り】
- 美術協力：フジアール、テレフィット
- 宣伝：城地月乃、池越茜音、五月女和哉
- 広報：若月レイ
- 番宣：大野雄一
- グラフィック：吉岡謙、前澤拓馬
- 演出補：田代和総、亀割皇、羽隅光【毎週】、山本梨央【週替り】／金銅佑樹
- ディレクター：長谷川智也、北原康太郎、青山広野、須藤亜麻音【毎週】、石丸貴寛【週替り】／久富久伸
- プロジェクトマネージャー：吉澤美玖、宮澤麗早
- プロデューサー：濱崎賢一、高木佐代子、村田欣也、山脇由紀子、杉山和典
- 制作協力：いまじんCR[6]
- 制作著作：ABEMA

### 過去のスタッフ
- EED：小俣孝行
- 撮影：清水悠貴（Zeta）
- 音声：後田良
- 技術協力：Zeta、DEEP、grasp